# Villemagne
Villemagne é uma comuna francesa na região administrativa de Occitânia, no departamento de Aude. Estende-se por uma área de 10,69 km². Em 2010 a comuna tinha 264 habitantes (densidade: 24,7 hab./km²).